# Pasquale Benini
Pasquale Benini (Lastra a Signa, 1781 – Firenze, 1856) è stato un imprenditore italiano. Pasquale è ricordato per aver fondato la storica Fonderia del Pignone a Firenze.

## Biografia
Negli anni della sua infanzia si trasferisce in una casa a San Martino a Gangalandi, per poi tornare ad abitare a Ponte a Signa.
Nel 1810, anno in cui si sposa con Maddalena di Pietro Lampredi nella pieve di San Martino a Gangalandi, la madre muore e tra l'eredità, divisa con i suoi fratelli, riceve un podere con villa a Bracciatica in comproprietà con dei cugini di Campi Bisenzio.
Con il podere e la villa a disposizione Pasquale cede la farmacia Benini a Ponte a Signa ed entra socio d'affari con Francesco Carbonai nella fabbricazione dei cappelli di paglia.
Nel 1819 i guadagni della Manifattura e fabbrica Benini di cappelli di paglia crescono in maniera vertiginosa e Pasquale si trasferisce nella villa Castelvecchio a Ponte a Signa.
Alla fine degli anni '20 del XIX secolo il settore della paglia entra in crisi a causa della concorrenza della Cina e negli anni successivi la fabbrica chiude.
Allora Pasquale si trasferisce a Firenze, dove in società con Tommaso Michelagnoli di Signa, si occupa di commercio della seta entrando nel nell'azionariato del setificio di Vincenzo Verità. Grazie all'apporto dei due nuovi soci, la fabbrica di drappi e stoffe di seta Benini-Verità nel 1848 era al ventisettesimo posto nella classe extra dei primi trentacinque contribuenti nel ruolo della Tassa straordinaria di commercio di Firenze.
L'anno successivo rileva, col meccanico Giovanni Niccoli, un'attività di fabbricazione e riparazione di macchine e strumenti per confezionare cappelli di paglia, e le potenzialità che il mercato offre per quanto riguarda oggetti di ferro fuso di seconda fusione.
Convinto che il settore meriti investimenti ancora più importanti il 21 gennaio 1842 sorge ufficialmente quello che è oggi il Nuovo Pignone, una delle maggiori realtà industriali di Firenze, col nome di  "Fonderia di ferro di seconda fusione fuori la Porta S.Frediano presso il Pignone".
Pasquale ottiene la direzione generale dell'azienda, ed essa crescendo di importanza lo porta ad essere decorato dal Granduca nel 1854 per merito industriale di prima classe.
Pasquale muore a Firenze nel 1856 e nel testamento chiede di essere sepolto nell'Oratorio di Bracciatica di sua proprietà, e in più lasciò ai poveri della pieve di San Martino a Gangalandi 100 scudi.